# Associazione Calcio Monopoli 1988-1989
Questa pagina raccoglie le informazioni riguardanti l'Associazione Calcio Monopoli nelle competizioni ufficiali della stagione 1988-1989.

## Rosa
| N. |                      | Ruolo | Calciatore           |
| -- | -------------------- | ----- | -------------------- |
|    | Italia (bandiera)    | C     | Federico Agostinelli |
|    | Italia (bandiera)    | D     | Roberto Arrigoni     |
|    | Italia (bandiera)    | C     | Oberdan Biagioni     |
|    | Italia (bandiera)    | C     | Paolo Cangini        |
|    | Italia (bandiera)    | D     | Francesco Castrini   |
|    | Italia (bandiera)    | P     | Enrico Cavalieri     |
|    | Italia (bandiera)    | C     | Massimo Cerri        |
|    | Italia (bandiera)    | C     | Gennaro Costantino   |
|    | Italia (bandiera)    | C     | Francesco Fonte      |
|    | Italia (bandiera)    | D     | Claudio Ghedin       |
|    | Argentina (bandiera) | A     | Cesar Gustavo Ghezzi |
|    | Italia (bandiera)    | D     | Ivano Martini        |

| N. |                   | Ruolo | Calciatore          |
| -- | ----------------- | ----- | ------------------- |
|    | Italia (bandiera) | A     | Mauro Meluso        |
|    | Italia (bandiera) | C     | Michele Menolascina |
|    | Italia (bandiera) | C     | Renato Olive        |
|    | Italia (bandiera) | A     | Danilo Piermarini   |
|    | Italia (bandiera) | P     | Angelo Quaranta     |
|    | Italia (bandiera) | D     | Armando Rizzo       |
|    | Italia (bandiera) | C     | Roberto Rizzo       |
|    | Italia (bandiera) | D     | Salvatore Scarfone  |
|    | Italia (bandiera) | C     | Eugenio Sgarbossa   |
|    | Italia (bandiera) | C     | Sergio Sopranzi     |
|    | Italia (bandiera) | A     | Paolo Tusino        |

## Risultati

### Campionato

#### Girone di andata
| 11 settembre 1988 1ª giornata | Monopoli | 1 – 1 | Cagliari |  |

| 18 settembre 1988 2ª giornata | Palermo | 1 – 0 | Monopoli |  |

| 25 settembre 1988 3ª giornata | Monopoli | 1 – 2 | Casertana |  |

| 2 ottobre 1988 4ª giornata | Rimini | 0 – 0 | Monopoli |  |

| 9 ottobre 1988 5ª giornata | Brindisi | 1 – 0 | Monopoli |  |

| 16 ottobre 1988 6ª giornata | Monopoli | 1 – 0 | Casarano |  |

| 23 ottobre 1988 7ª giornata | Vis Pesaro | 1 – 0 | Monopoli |  |

| 30 ottobre 1988 8ª giornata | Monopoli | 1 – 1 | Francavilla |  |

| 6 novembre 1988 9ª giornata | Giarre | 1 – 0 | Monopoli |  |

| 13 novembre 1988 10ª giornata | Monopoli | 1 – 2 | Ischia Isolaverde |  |

| 20 novembre 1988 11ª giornata | Perugia | 1 – 0 | Monopoli |  |

| 27 novembre 1988 12ª giornata | Monopoli | 2 – 1 | Torres |  |

| 4 dicembre 1988 13ª giornata | Foggia | 2 – 2 | Monopoli |  |

| 11 dicembre 1988 14ª giornata | Monopoli | 1 – 1 | Catania |  |

| 18 dicembre 1988 15ª giornata | Frosinone | 2 – 1 | Monopoli |  |

| 31 dicembre 1988 16ª giornata | Salernitana | 2 – 1 | Monopoli |  |

| 7 gennaio 1989 17ª giornata | Monopoli | 1 – 1 | Campobasso |  |

#### Girone di ritorno
| 15 gennaio 1989 18ª giornata | Cagliari | 1 – 0 | Monopoli |  |

| 22 gennaio 1989 19ª giornata | Monopoli | 0 – 0 | Palermo |  |

| 5 febbraio 1989 20ª giornata | Casertana | 1 – 0 | Monopoli |  |

| 12 febbraio 1989 21ª giornata | Monopoli | 1 – 0 | Rimini |  |

| 19 febbraio 1989 22ª giornata | Monopoli | 3 – 1 | Brindisi |  |

| 5 marzo 1989 23ª giornata | Casarano | 1 – 0 | Monopoli |  |

| 12 marzo 1989 24ª giornata | Monopoli | 0 – 0 | Vis Pesaro |  |

| 19 marzo 1989 25ª giornata | Francavilla | 1 – 0 | Monopoli |  |

| 25 marzo 1989 26ª giornata | Monopoli | 1 – 0 | Giarre |  |

| 9 aprile 1989 27ª giornata | Ischia Isolaverde | 0 – 2 | Monopoli |  |

| 16 aprile 1989 28ª giornata | Monopoli | 2 – 0 | Perugia |  |

| 23 aprile 1989 29ª giornata | Torres | 1 – 1 | Monopoli |  |

| 30 aprile 1989 30ª giornata | Monopoli | 1 – 1 | Foggia |  |

| 14 maggio 1989 31ª giornata | Catania | 0 – 0 | Monopoli |  |

| 21 maggio 1989 32ª giornata | Monopoli | 2 – 0 | Frosinone |  |

| 28 maggio 1989 33ª giornata | Monopoli | 2 – 0 | Salernitana |  |

| 4 giugno 1989 34ª giornata | Campobasso | 1 – 2 | Monopoli |  |